# Mosso d'espases

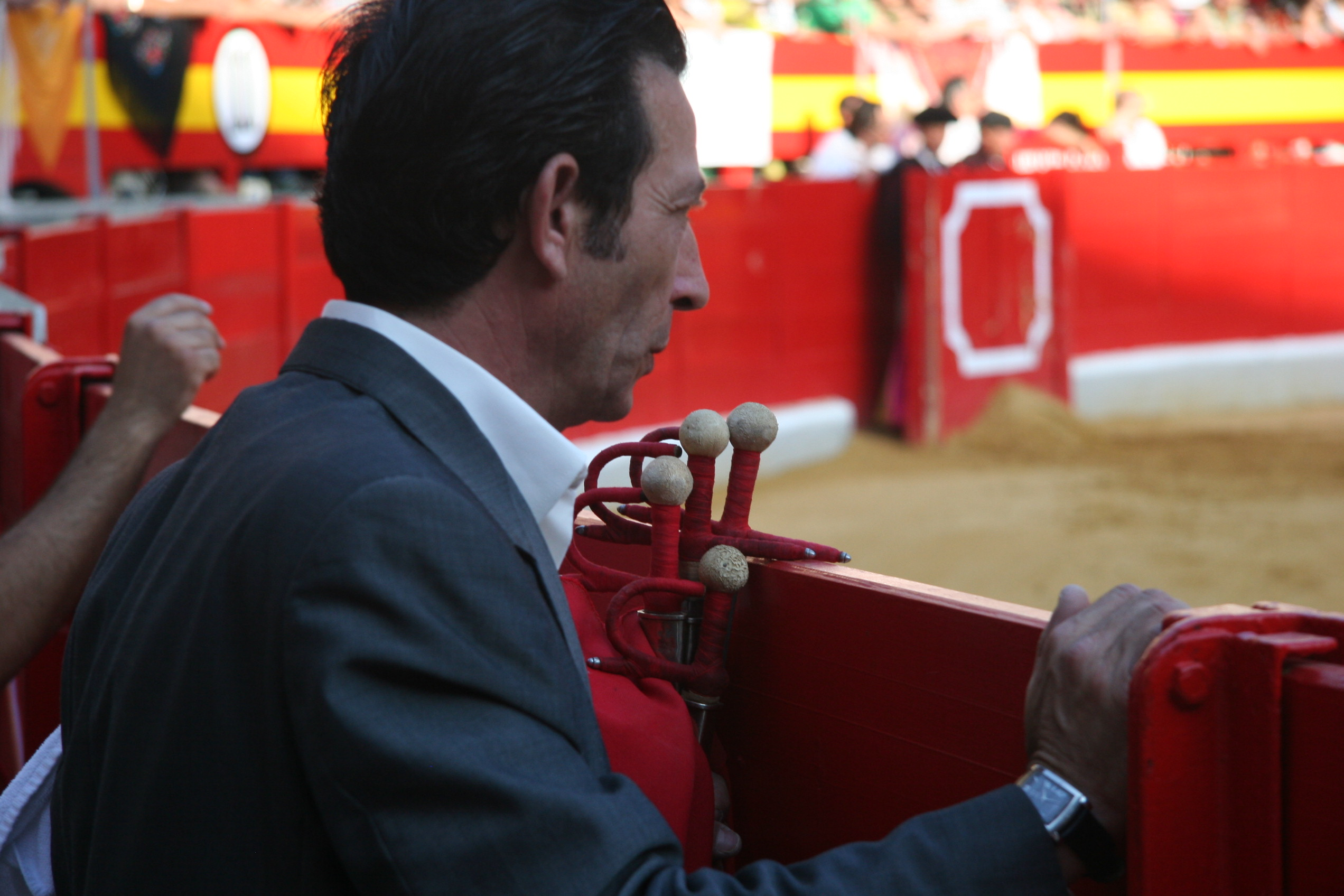
Mozo de espadas al callejón de la plaça de toros de Granada

El mosso d'espases (del castellà mozo de espadas) o mosso d'estoc és l'assistent personal i exclusiu del matador.

## Descripció
El mosso d'espases ajuda al matador des del callejón, des d'on li passa el material necessari per a la lidia (capote, muleta, montera, espasa o verdugo), d'on ve el seu nom. Però, de manera més àmplia, ajuda el matador a vestir-se amb el vestit de llums, s'encarrega de l'organització dels viatges, li serveix de secretari personal, d'home de confiança. El paper del mosso d'espases és fer que el seu torero no tingui cap altra preocupació que torejar. No és estrany veure el mosso d'espases com un íntim del matador, com un germà o un amic proper.
Cada cop més freqüent, el mosso d'espases té un ajudant a qui delega les tasques que no pot assumir ell mateix. Aquest ajudant sol encarregar-se de netejar els instruments del matador i del banderiller.